# Novoplastúnovskaya
Novoplastúnovskaya (del ruso: Новопластуновская) es una stanitsa del raión de Pávlovskaya del krai de Krasnodar, en Rusia. Está situada frente a Novi Ural, en la orilla izquierda del Chelbas, 15 km al suroeste de Pávlovskaya y 123 km al nordeste de Krasnodar, la capital del krai. Tenía 2 290 habitantes en 2010.
Es cabeza del municipio Novoplastúnovskoye, al que pertenecen asimismo Mezhdurechenski, Novi Ural y Balchanski. El municipio en su conjunto tenía 3 522 habitantes.